# Hesselbach (Üchtelhausen)
Hesselbach ist ein Gemeindeteil der Gemeinde Üchtelhausen im unterfränkischen Landkreis Schweinfurt in Bayern. In Hesselbach befindet sich das Rathaus der Großgemeinde Üchtelhausen. Das Dorf wurde Namensgeber für das Hesselbacher Waldland. 

## Geografische Lage
Das Pfarrdorf Hesselbach liegt zehn Kilometer nordöstlich von Schweinfurt und vier Kilometer nordöstlich von Üchtelhausen, in der Mitte der Landschaft der Schweinfurter Rhön, die identisch mit dem Naturraum Hesselbacher Waldland ist. Das Dorf liegt 5 km südwestlich vom Ellertshäuser See auf einem rund 400 m ü. NHN liegenden Hochplateau. Hesselbach ist eines der höchstgelegenen Dörfer im Landkreis Schweinfurt. Damit ist auch das zum Teil wesentlich rauere Klima im Vergleich zu den übrigen Gemeinden im Landkreis zu erklären. Bis in die Nachkriegsjahrzehnte war dieses Gebiet relativ schneereich. 
Über Hesselbach führt die einzige Zufahrt zum Weiler Ottenhausen.

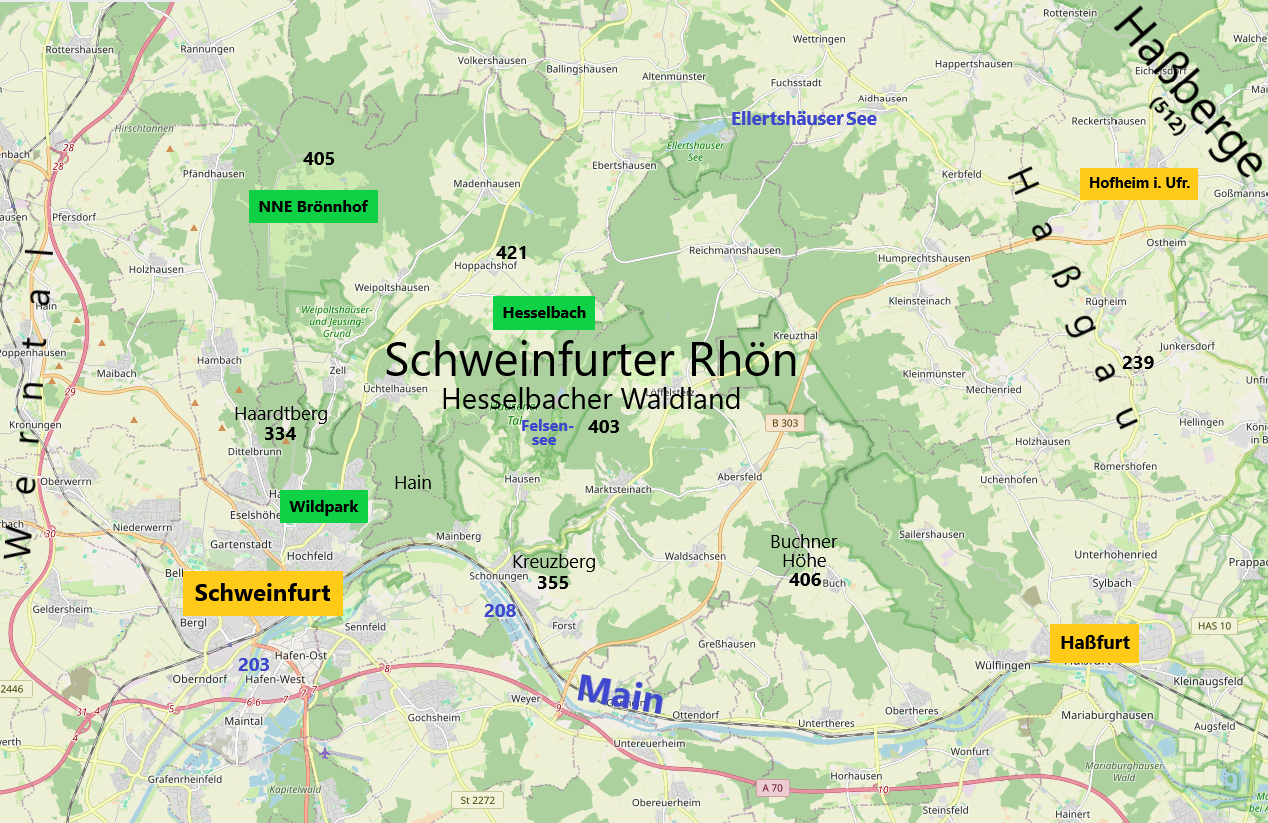
Hesselbach liegt in der Mitte der Schweinfurter Rhön und ist Namensgeber des Naturraums Hesselbacher Waldland

## Geschichte
Das Dorf wurde erstmals im Jahr 1244 urkundlich erwähnt. Am 1. Mai 1978 wurde der bis dahin selbständige Ort in die Gemeinde Üchtelhausen eingegliedert.

### Einwohnerentwicklung
Gemeinde Hesselbach:
- 1961: 837 Einwohner[3]
- 1970: 940 Einwohner[4]

Pfarrdorf Hesselbach:
- 1961: 628 Einwohner[3]
- 1970: 704 Einwohner[4]
- 1987: 763 Einwohner[5]

## St. Philippus und Jakobus
In Hesselbach befindet sich die katholischen Pfarrkirche St. Philippus und Jakobus. Es ist eine 1860 errichtete Saalkirche mit eingezogenem Polygonalchor. Hinter der Kirche liegen die aus dem Mittelalter oder der frühen Neuzeit stammenden Fundamente des Vorgängerbaus, sowie Körpergräber aus jener Zeit.

## Gewerbe
In Hesselbach sind die meisten Gewerbebetriebe der Gemeinde Üchtelhausen zu finden. Die Zahl der Vollerwerbslandwirte nimmt jedoch stetig ab – diese Entwicklung im Vergleich zu den letzten Jahrzehnten bestätigt sich auch in Hesselbach.

## Vereine
In Hesselbach gibt es mehrere Vereine, von denen der Sport-Club Hesselbach mit ca. 600 Mitgliedern der größte ist.
Des Weiteren gibt es den Musikverein Hesselbach, die Freiwillige Feuerwehr Hesselbach, die Fichtenburschen Hesselbach, die Kolpingsfamilie und die Eigenheimer Hesselbach.